# Lijst van amfibieën in Guyana
Onderstaande lijst van amfibieën in Guyana bestaat uit een totaal van 169 in Guyana voorkomende  soorten die zijn onderverdeeld in twee ordes: de  wormsalamanders (Gymnophiona) en de kikkers (Anura). Deze lijst is ontleend aan de databank van Amphibian Species of the World.

## Wormsalamanders (Gymnophiona)

### Caeciliidae
Orde: Gymnophiona. 
Familie: Caeciliidae
- Caecilia albiventris Daudin, 1803
- Caecilia gracilis Shaw, 1802
- Caecilia pressula Taylor, 1968

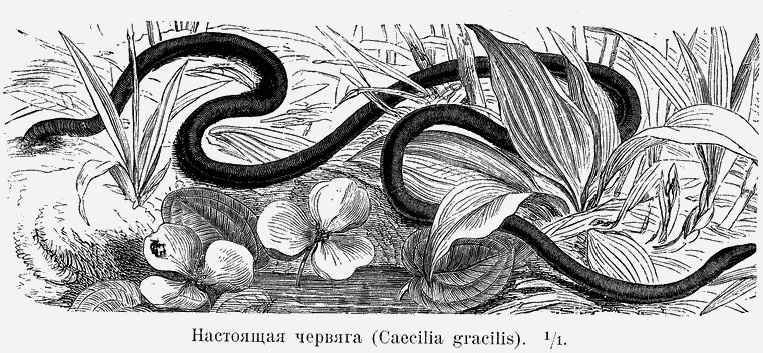
Caecilia gracilis

- Caecilia tentaculata Linnaeus, 1758
- Oscaecilia zweifeli Taylor, 1968

### Rhinatrematidae
Orde: Gymnophiona. 
Familie: Rhinatrematidae
- Epicrionops niger (Dunn, 1942)
- Rhinatrema bivittatum (Guérin-Méneville, 1838)
- Rhinatrema shiv Gower, Wilkinson, Sherratt & Kok, 2010

### Siphonopidae
Orde: Gymnophiona. 
Familie: Siphonopidae

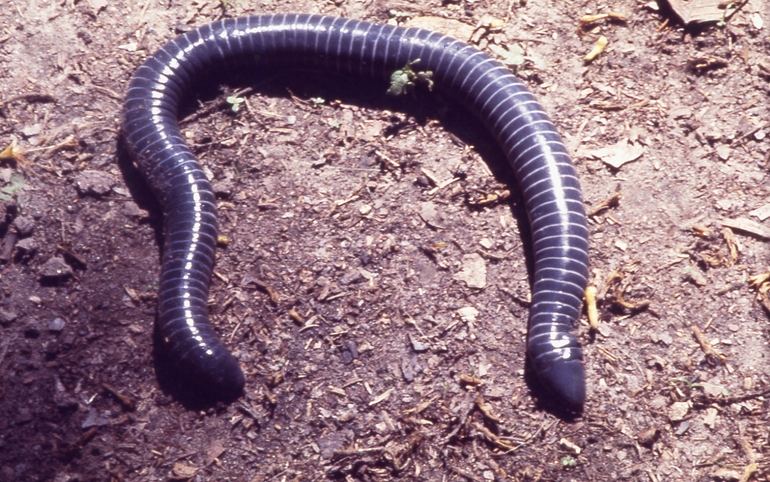
Siphonops annulatus

- Microcaecilia iwokramae (Wake & Donnelly, 2010)
- Microcaecilia iyob Wilkinson & Kok, 2010
- Microcaecilia rabei (Roze & Solano, 1963)
- Microcaecilia savagei Donnelly & Wake, 2013
- Siphonops annulatus (Mikan, 1820)

### Typhlonectidae
Orde: Gymnophiona. 
Familie: Typhlonectidae

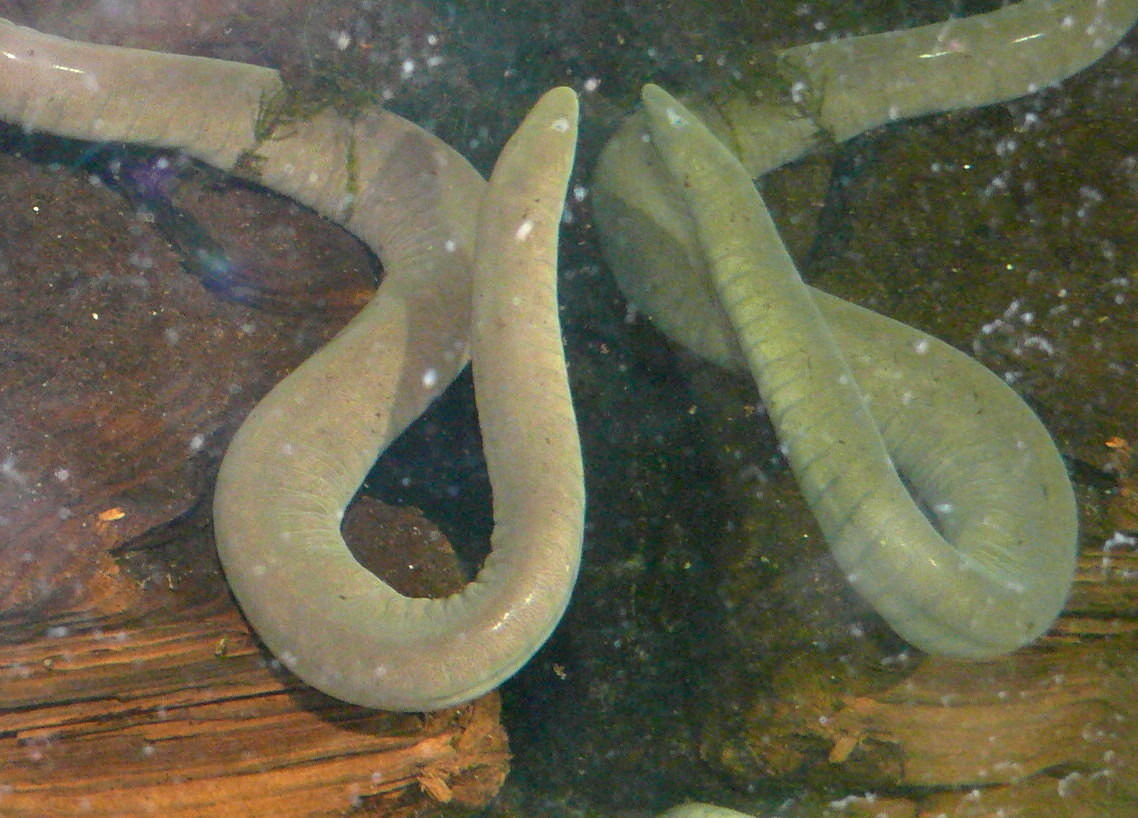
Typhlonectes compressicauda

- Potamotyphlus kaupii (Berthold, 1859)
- Typhlonectes compressicauda (Duméril & Bibron, 1841)

## Kikkers (Anura)

### Allophrynidae
Orde: Anura. 
Familie: Allophrynidae
- Allophryne ruthveni Gaige, 1926

### Aromobatidae
Orde: Anura. 
Familie: Aromobatidae

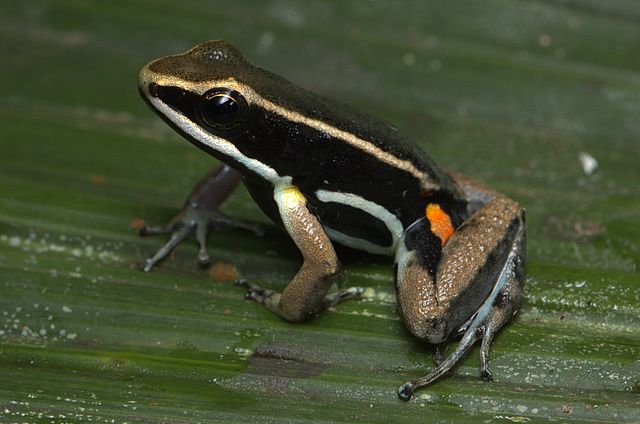
Allobates femoralis

- Allobates amissibilis Kok, Hölting, & Ernst, 2013
- Allobates femoralis (Boulenger, 1884)
- Allobates sumtuosus (Morales, 2002)
- Anomaloglossus baeobatrachus (Boistel & Massary, 1999)
- Anomaloglossus beebei (Noble, 1923)
- Anomaloglossus degranvillei (Lescure, 1975)
- Anomaloglossus kaiei (Kok, Sambhu, Roopsind, Lenglet, & Bourne, 2006)
- Anomaloglossus megacephalus Kok, MacCulloch, Lathrop, Willaert, & Bossuyt, 2010
- Anomaloglossus parkerae (Meinhardt & Parmalee, 1996)
- Anomaloglossus praderioi (La Marca, 1997)
- Anomaloglossus roraima (La Marca, 1997)
- Anomaloglossus stepheni (Martins, 1989)
- Anomaloglossus tepuyensis (La Marca, 1997)

### Bufonidae
Orde: Anura. 
Familie: Bufonidae

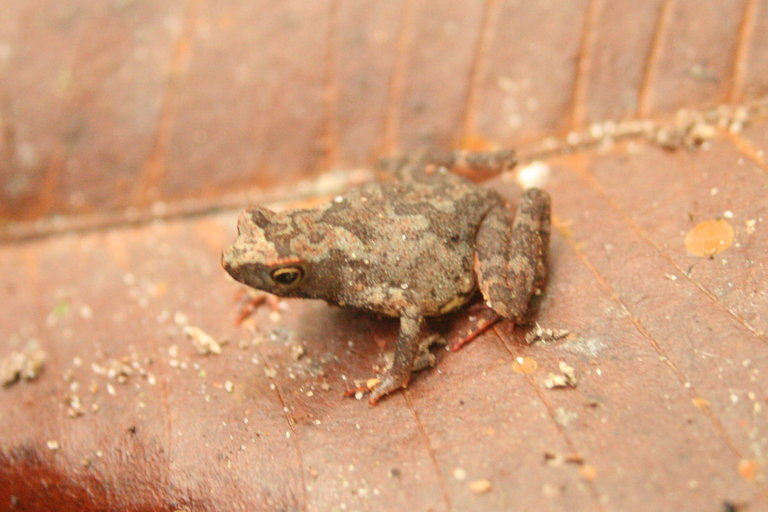
Amazophrynella minuta

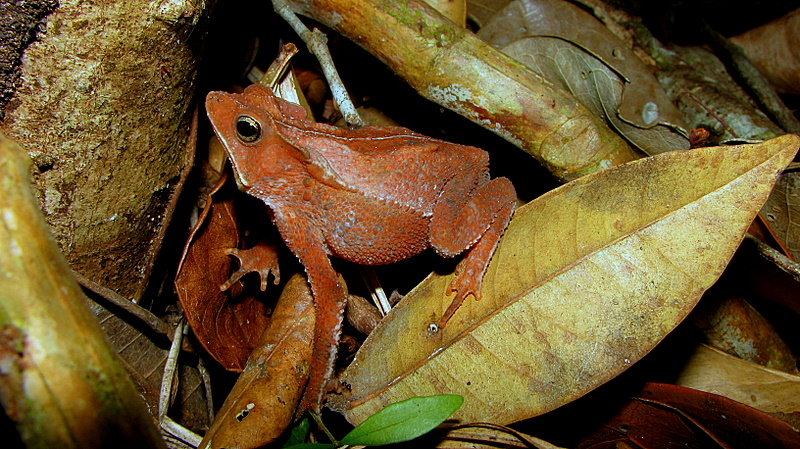
Rhinella margaritifera

- Amazophrynella minuta (Melin, 1941)
- Atelopus hoogmoedi Lescure, 1974
- Oreophrynella dendronastes Lathrop & MacCulloch, 2007
- Oreophrynella macconnelli Boulenger, 1900
- Oreophrynella quelchii Boulenger, 1895
- Oreophrynella seegobini Kok, 2009
- Oreophrynella weiassipuensis Señaris, DoNascimiento, & Villarreal, 2005
- Rhaebo guttatus (Schneider, 1799)
- Rhaebo nasicus (Werner, 1903)
- Rhinella humboldti (Gallardo, 1965)
- Rhinella lescurei Fouquet, Gaucher, Blanc, & Vélez-Rodriguez, 2007
- Rhinella margaritifera (Laurenti, 1768)
- Rhinella marina (Linnaeus, 1758)
- Rhinella martyi Fouquet, Gaucher, Blanc, & Vélez-Rodriguez, 2007
- Rhinella merianae (Gallardo, 1965)
- Rhinella nattereri (Bokermann, 1967)

### Centrolenidae
Orde: Anura. 
Familie: Centrolenidae
- Vitreorana gorzulae (Ayarzagüena, 1992)
- Vitreorana helenae (Ayarzagüena, 1992)
- Hyalinobatrachium cappellei Van Lidth de Jeude, 1904
- Hyalinobatrachium iaspidiense (Ayarzagüena, 1992)
- Hyalinobatrachium mondolfii Señaris & Ayarzagüena, 2001
- Hyalinobatrachium taylori (Goin, 1968)

### Ceratophryidae
Orde: Anura. 
Familie: Ceratophryidae

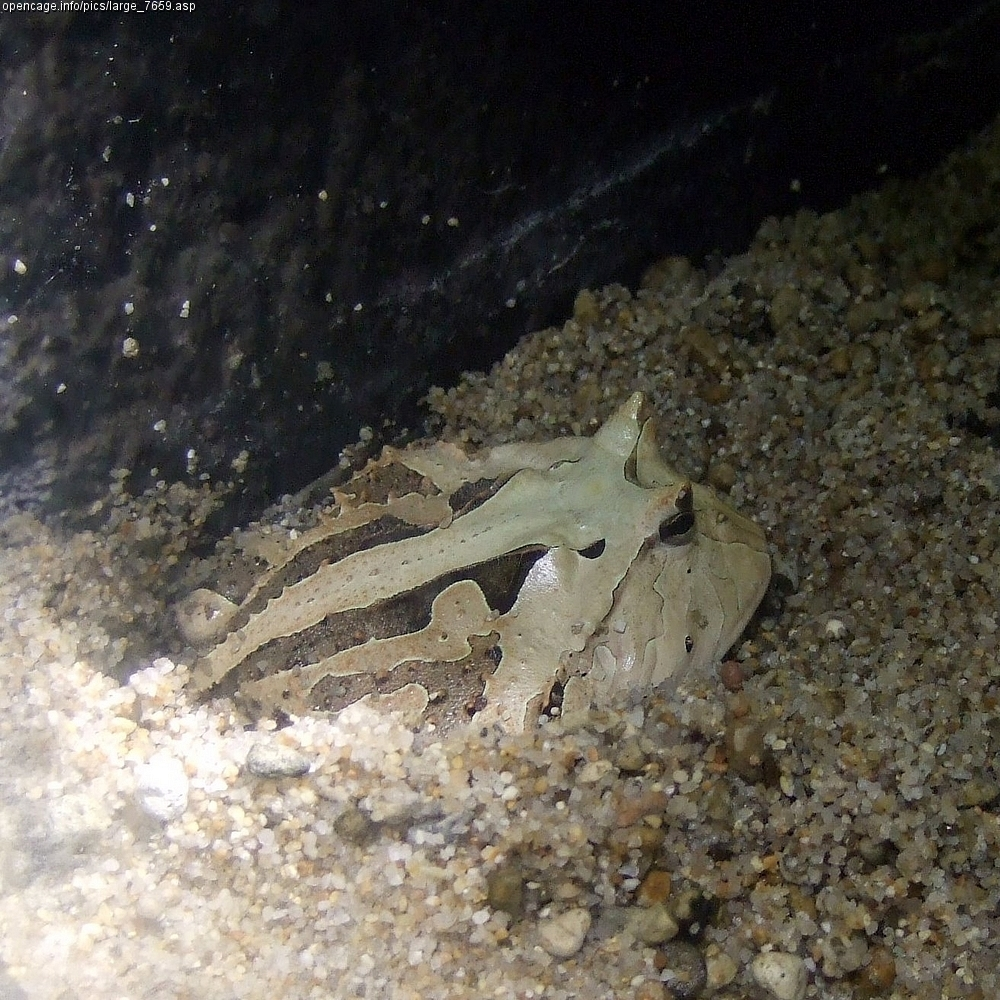
Ceratophrys cornuta

- Ceratophrys cornuta (Linnaeus, 1758)

### Craugastoridae
Orde: Anura. 
Familie: Craugastoridae
- Ceuthomantis smaragdinus Heinicke, Duellman, Trueb, Means, MacCulloch, & Hedges, 2009
- Pristimantis aureoventris Kok, Means, & Bossuyt, 2011
- Pristimantis chiastonotus (Lynch & Hoogmoed, 1977)
- Pristimantis dendrobatoides Means & Savage, 2007
- Pristimantis inguinalis (Parker, 1940)
- Pristimantis jester Means & Savage, 2007
- Pristimantis marmoratus (Boulenger, 1900)
- Pristimantis pulvinatus (Rivero, 1968)
- Pristimantis saltissimus Means & Savage, 2007
- Pristimantis zeuctotylus (Lynch & Hoogmoed, 1977)

### Dendrobatidae
Orde: Anura. 
Familie: Dendrobatidae
- Ameerega hahneli (Boulenger, 1884)
- Ameerega trivittata (Spix, 1824)

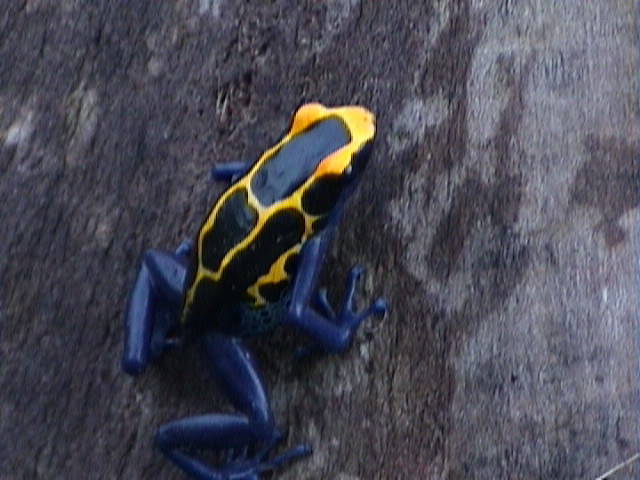
Dendrobates tinctorius

- Dendrobates leucomelas Steindachner, 1864
- Dendrobates nubeculosus Jungfer & Böhme, 2004
- Dendrobates tinctorius (Cuvier, 1797)
- Ranitomeya amazonica (Schulte, 1999)
- Ranitomeya uakarii (Brown, Schulte, & Summers, 2006)

### Eleutherodactylidae
Orde: Anura. 
Familie: Eleutherodactylidae
- Eleutherodactylus johnstonei Barbour, 1914
- Adelophryne gutturosa Hoogmoed & Lescure, 1984
- Adelophryne patamona MacCulloch, Lathrop, Kok, Minter, Khan, & Barrio-Amoros, 2008

### Hemiphractidae
Orde: Anura. 
Familie: Hemiphractidae
- Hemiphractus scutatus (Spix, 1824)
- Stefania ackawaio MacCulloch & Lathrop, 2002
- Stefania ayangannae  MacCulloch & Lathrop, 2002
- Stefania coxi MacCulloch & Lathrop, 2002
- Stefania evansi (Boulenger, 1904)
- Stefania roraimae Duellman & Hoogmoed, 1984
- Stefania scalae Rivero, 1970
- Stefania woodleyi Rivero, 1968

### Hylidae
Orde: Anura. 
Familie: Hylidae

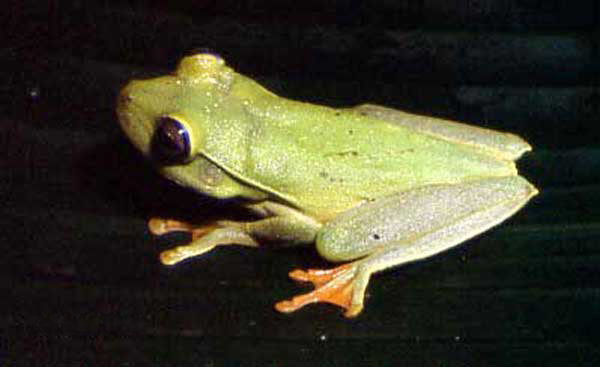
Hypsiboas albomarginatus

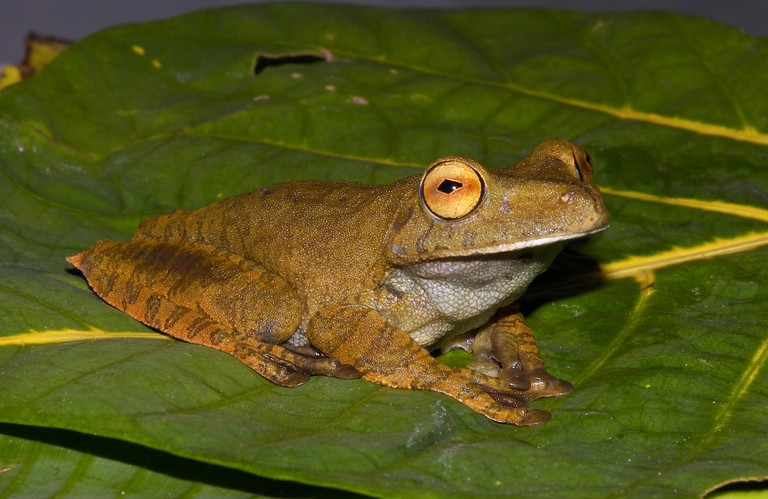
Hypsiboas boans

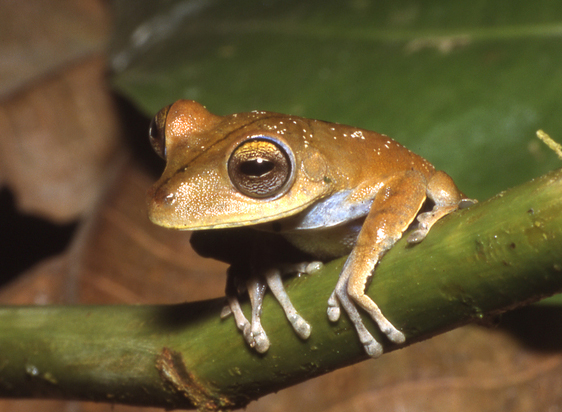
Hypsiboas calcaratus

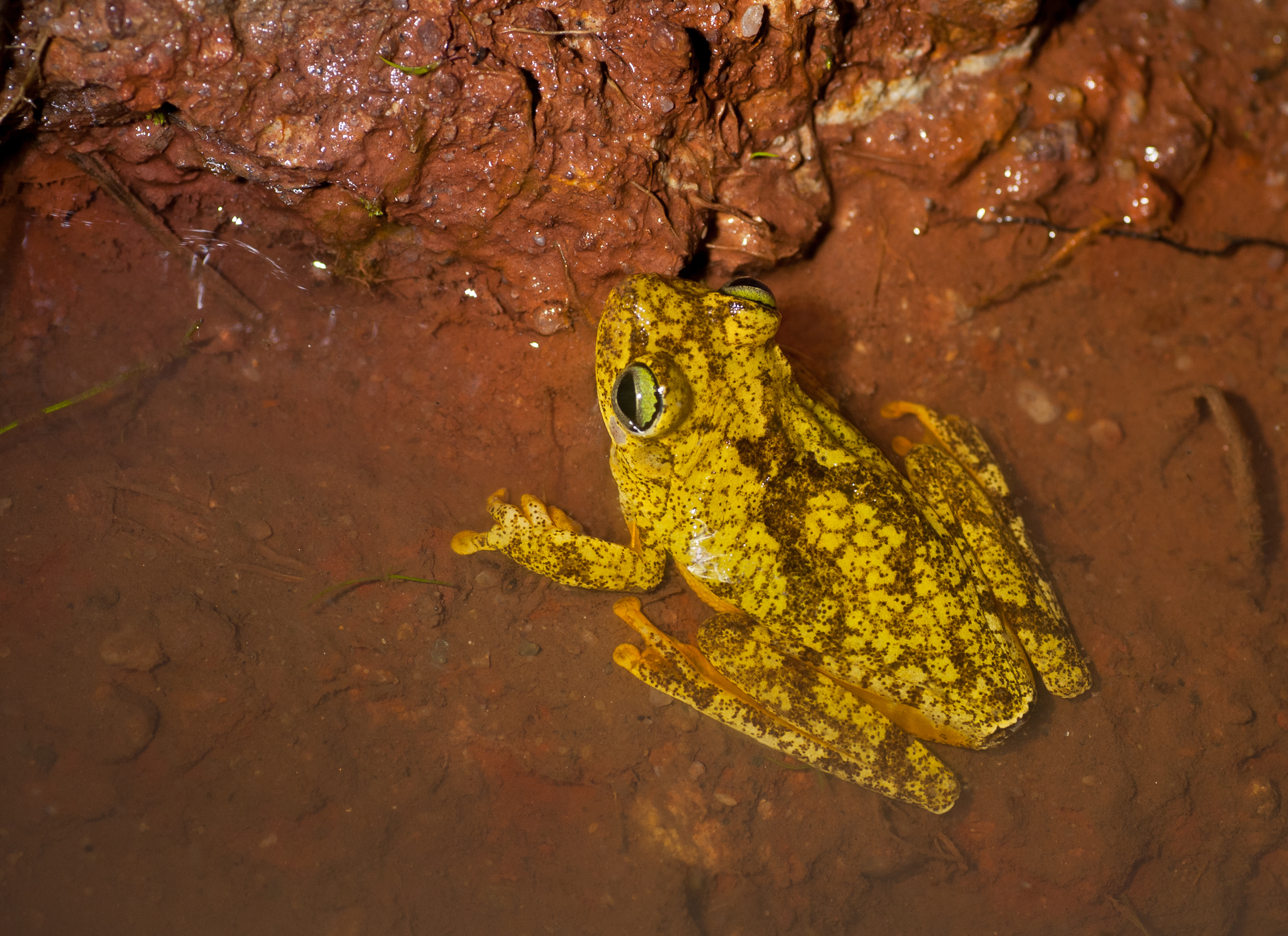
Hypsiboas crepitans

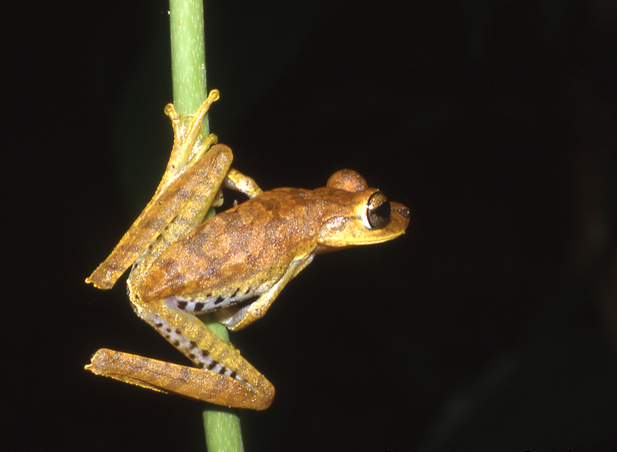
Hypsiboas fasciatus

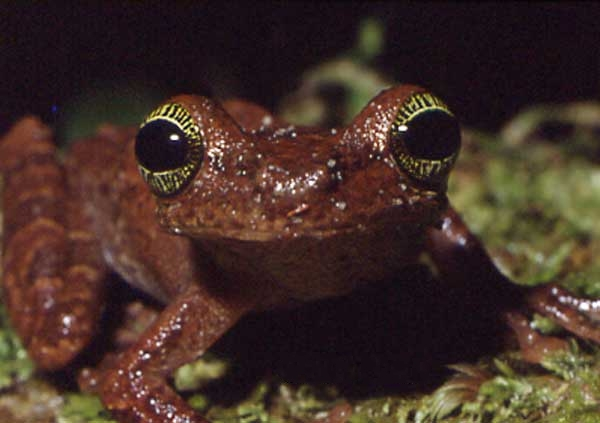
Osteocephalus taurinus

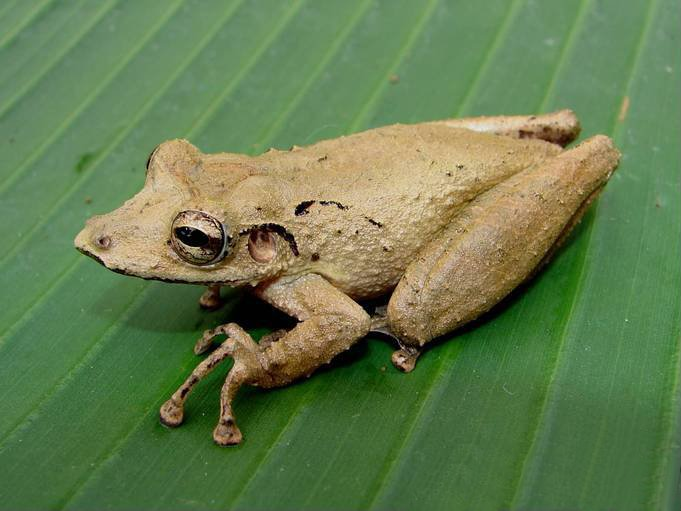
Scinax rostratus

- Dendropsophus brevifrons (Duellman & Crump, 1974)
- Dendropsophus grandisonae (Goin, 1966)
- Dendropsophus leucophyllatus (Beireis, 1783)
- Dendropsophus luteoocellatus (Roux, 1927)
- Dendropsophus marmoratus (Laurenti, 1768)
- Dendropsophus microcephalus (Cope, 1886)
- Dendropsophus minusculus (Rivero, 1971)
- Dendropsophus minutus (Peters, 1872)
- Hypsiboas albomarginatus (Spix, 1824)
- Hypsiboas boans (Linnaeus, 1758)
- Hypsiboas calcaratus (Troschel, 1848)
- Hypsiboas cinerascens (Spix, 1824)
- Hypsiboas crepitans (Wied-Neuwied, 1824)
- Hypsiboas fasciatus (Günther, 1858)
- Hypsiboas geographicus (Spix, 1824)
- Hypsiboas lemai (Rivero, 1972)
- Hypsiboas liliae Kok, 2006
- Hypsiboas multifasciatus (Günther, 1859)
- Hypsiboas ornatissimus (Noble, 1923)
- Hypsiboas punctatus (Schneider, 1799)
- Hypsiboas roraima (Duellman & Hoogmoed, 1992)
- Hypsiboas sibleszi (Rivero, 1972)
- Lysapsus laevis (Parker, 1935)
- Myersiohyla kanaima (Goin & Woodley, 1969)
- Osteocephalus buckleyi (Boulenger, 1882)
- Osteocephalus helenae (Ruthven, 1919)
- Osteocephalus leprieurii (Duméril & Bibron, 1841)
- Osteocephalus oophagus Jungfer & Schiesari, 1995
- Osteocephalus taurinus Steindachner, 1862
- Pseudis paradoxa (Linnaeus, 1758)
- Scinax boesemani (Goin, 1966)
- Scinax fuscomarginatus (Lutz, 1925)
- Scinax nebulosus (Spix, 1824)
- Scinax proboscideus (Brongersma, 1933)
- Scinax rostratus (Peters, 1863)
- Scinax ruber (Laurenti, 1768)
- Scinax x-signatus (Spix, 1824)
- Sphaenorhynchus lacteus (Daudin, 1800)
- Sphaenorhynchus platycephalus (Werner, 1894)
- Tepuihyla exophthalma (Smith & Noonan, 2001)
- Tepuihyla rodriguezi (Rivero, 1968)
- Tepuihyla warreni (Duellman & Hoogmoed, 1992)
- Trachycephalus hadroceps (Duellman & Hoogmoed, 1992)
- Trachycephalus resinifictrix (Goeldi, 1907)
- Trachycephalus typhonius (Linnaeus, 1758)
- Phyllomedusa bicolor (Boddaert, 1772)
- Phyllomedusa hypochondrialis (Daudin, 1800)
- Phyllomedusa tarsius (Cope, 1868)
- Phyllomedusa tomopterna (Cope, 1868)
- Phyllomedusa trinitatis Mertens, 1926
- Phyllomedusa vaillantii Boulenger, 1882

### Leptodactylidae
Orde: Anura. 
Familie: Leptodactylidae

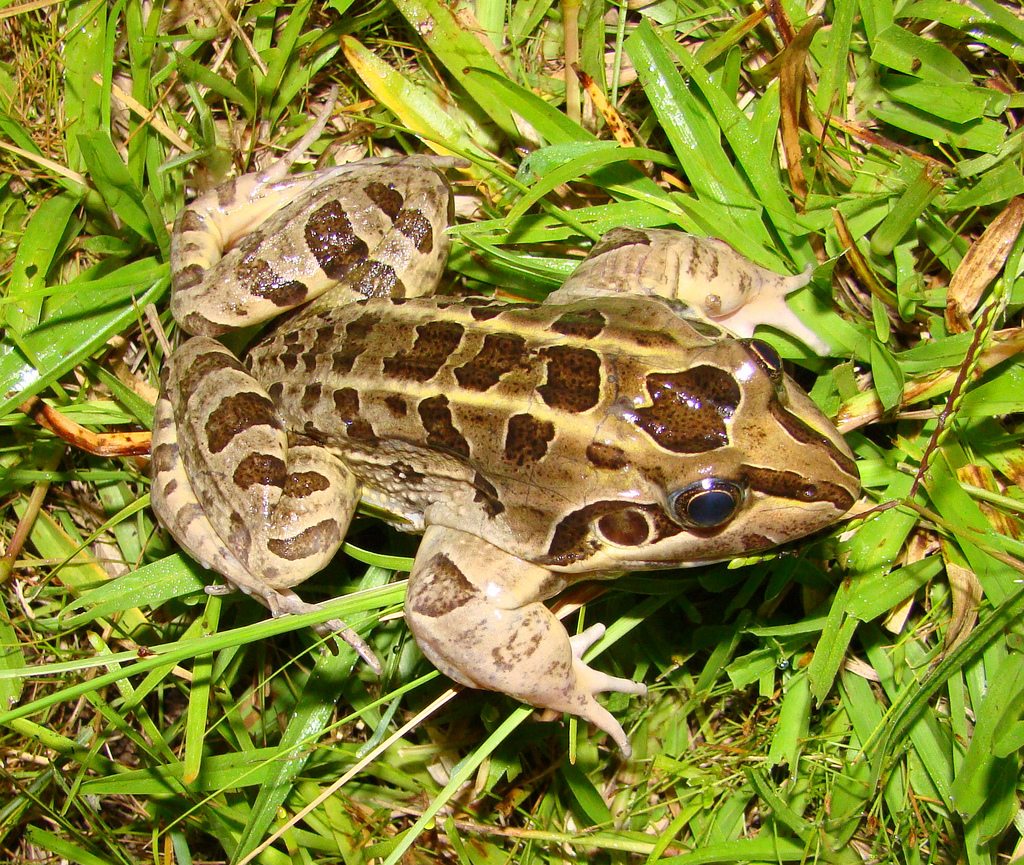
Leptodactylus latrans

- Engystomops pustulosus (Cope, 1864)
- Physalaemus ephippifer (Steindachner, 1864)
- Pleurodema brachyops (Cope, 1869)
- Pseudopaludicola boliviana Parker, 1927
- Adenomera andreae (Müller, 1923)
- Adenomera heyeri  Boistel, Massary, & Angulo, 2006
- Adenomera hylaedactyla (Cope, 1868)
- Adenomera lutzi Heyer, 1975
- Leptodactylus fuscus (Schneider, 1799)
- Leptodactylus knudseni Heyer, 1972
- Leptodactylus latrans (Steffen, 1815)
- Leptodactylus leptodactyloides (Andersson, 1945)
- Leptodactylus longirostris Boulenger, 1882
- Leptodactylus macrosternum Miranda-Ribeiro, 1926
- Leptodactylus myersi Heyer, 1995
- Leptodactylus mystaceus (Spix, 1824)
- Leptodactylus pentadactylus (Laurenti, 1768)
- Leptodactylus petersii (Steindachner, 1864)
- Leptodactylus rhodomystax Boulenger, 1884
- Leptodactylus rugosus Noble, 1923
- Leptodactylus stenodema Jiménez de la Espada, 1875
- Leptodactylus validus Garman, 1888
- Lithodytes lineatus (Schneider, 1799)

### Microhylidae
Orde: Anura. 
Familie: Microhylidae
- Chiasmocleis hudsoni Parker, 1940
- Chiasmocleis shudikarensis Dunn, 1949
- Ctenophryne geayi Mocquard, 1904
- Elachistocleis surinamensis (Daudin, 1802)
- Elachistocleis surumu Caramaschi, 2010
- Hamptophryne boliviana (Parker, 1927)
- Otophryne pyburni Campbell & Clarke, 1998
- Otophryne robusta Boulenger, 1900

- Otophryne steyermarki Rivero, 1968

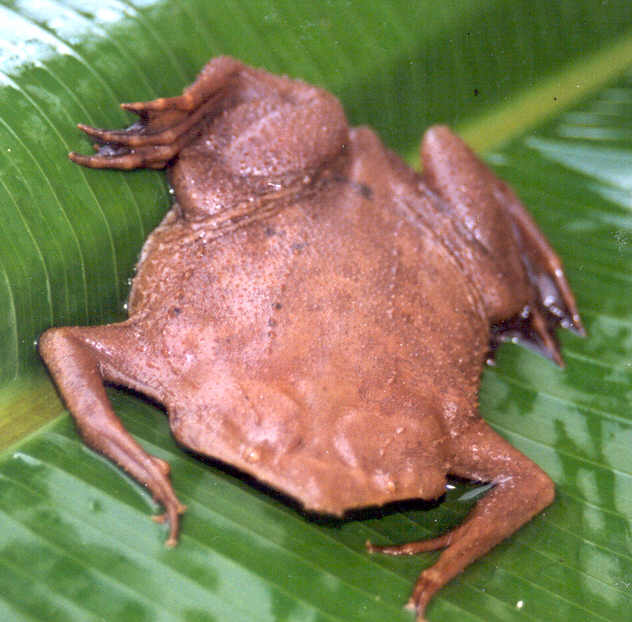
Pipa pipa

- Synapturanus mirandaribeiroi Nelson & Lescure, 1975
- Synapturanus salseri Pyburn, 1975

### Pipidae

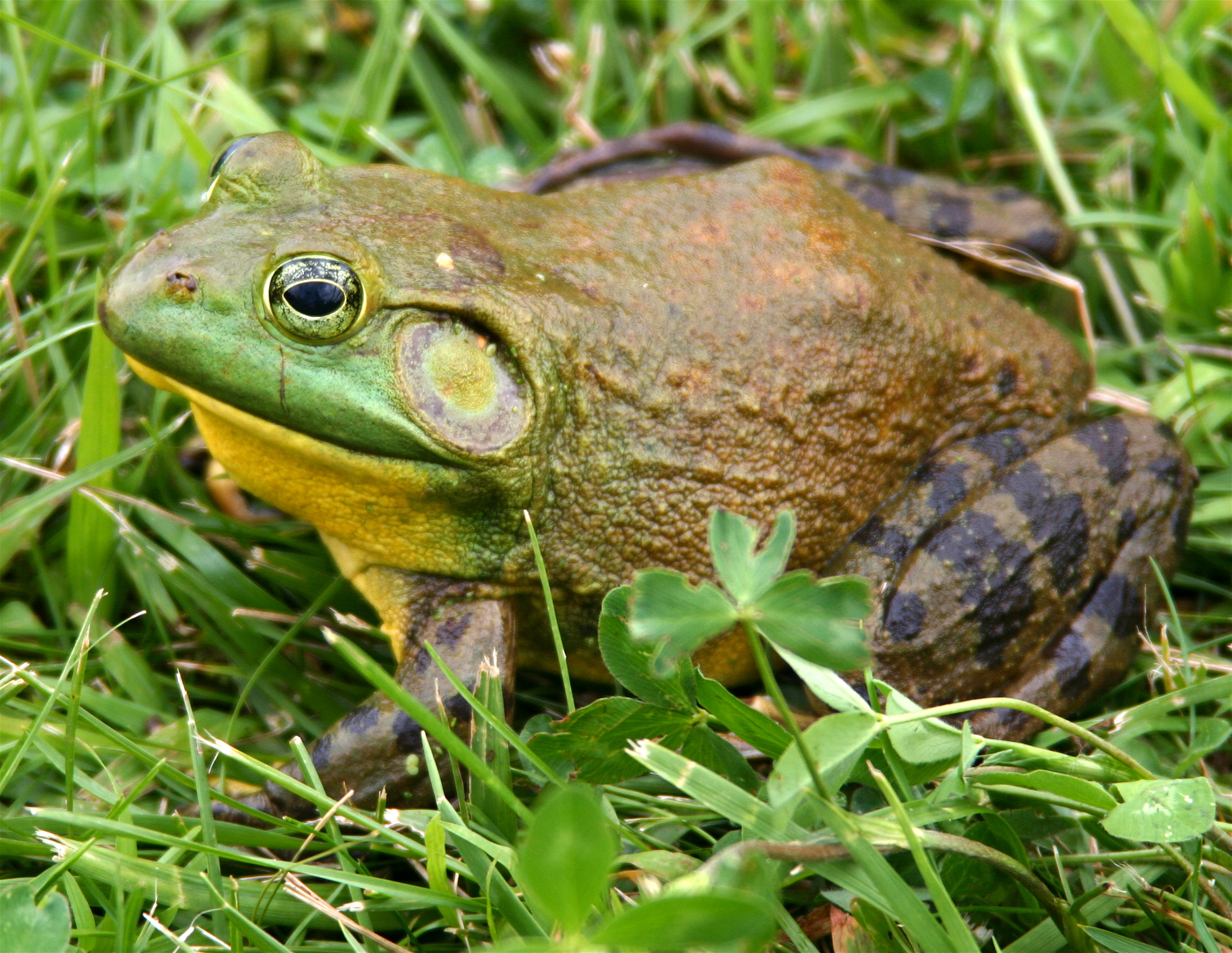
Lithobates catesbeianus

Orde: Anura. 
Familie: Pipidae
- Pipa arrabali Izecksohn, 1976
- Pipa aspera Müller, 1924
- Pipa pipa (Linnaeus, 1758)
- Pipa snethlageae Müller, 1914

### Ranidae
Orde: Anura. 
Familie: Ranidae
- Lithobates catesbeianus (Shaw, 1802)
- Lithobates palmipes (Spix, 1824)